# جيمسون كلارك
جيمسون كلارك (بالإنجليزية: Jameson Clark)‏ هو مغني ومغن مؤلف أمريكي، ولد في 1972.